# Championnats de France d'athlétisme 1892
Navigation
Championnats 1891 Championnats 1893
Les Championnats de France d'athlétisme 1892 ont eu lieu le 22 mai 1892 à la Croix-Catelan de Paris. Quatre nouvelles épreuves sont introduites lors de ces championnats, le saut en hauteur, le saut à la perche, le saut en longueur et le lancer du poids. L'épreuve de steeple (4 000 m) a lieu le 10 avril à Enghien.

## Palmarès
| Discipline       | Athlète             | Athlète       |
| ---------------- | ------------------- | ------------- |
| 100 m            | André Tournois      | 11 s 0        |
| 400 m            | Paul Blanchet       | 51 s 4        |
| 1 500 m          | Julien Borel        | 4 min 24 s 6  |
| 110 m haies      | Maurice Ravidat     | 18 s 0        |
| 4 000 m steeple  | Julien Borel        | 15 min 10 s 4 |
| Saut en hauteur  | W.H. Taber (USA)    | 1,60 m        |
| Saut à la perche | Maurice Rousseaux   | 2,41 m        |
| Saut en longueur | Henri Venot         | 5,60 m        |
| Lancer du poids  | John Dunwoody (USA) | 9,16 m        |